# IC 4787
IC 4787 ist eine Balken-Spiralgalaxie vom Hubble-Typ SBm im Sternbild Pfau am Südsternhimmel. Sie ist schätzungsweise 180 Millionen Lichtjahre von der Milchstraße entfernt und hat einen Durchmesser von etwa 70.000 Lichtjahren.

In der gleichen Himmelsregion befindet sich auch die Galaxie IC 4789.
Das Objekt wurde im September 1900 von DeLisle Stewart entdeckt.